# Tudiclana
Tudiclana is een geslacht van uitgestorven weekdieren uit de klasse van de Gastropoda (slakken).

## Soort
- Tudiclana simulator Finlay & Marwick, 1937 †